# اولنا لئوننکو
اولنا لئوننکو (لهستانی: Olena Leonenko؛ زادهٔ ۱۹۶۶) بازیگر، موسیقی‌دان، آهنگساز، خواننده، معلم آواز و طراح رقص اهل اوکراین است.
از فیلم‌ها یا مجموعه‌های تلویزیونی که وی در آن‌ها نقش داشته‌است، می‌توان به گوش آقای رئیس و رنگ‌های خوشبختی اشاره نمود.